# Турецко-эфиопские отношения
Турецко-эфиопские отношения — двусторонние дипломатические отношения между Турецкой Республикой и Федеративной Демократической Республикой Эфиопия. 

## История
Первые дипломатические контакты Эфиопии и Турции относятся к периоду правления султана Абдул-Хамида II. В 1896 году состоялся обмен делегациями. В 1912 году открылось первое консульство Османской Империи в Харэре.

## Дипломатические отношения
Двусторонние отношения официально установлены в 1925 году. 
В 1926 году в Аддис-Абебе открылось посольство Турции. Турция стала шестой страной, открывшей посольство в Эфиопии.
Эфиопия открыла своё посольство в Турции в 1933 году. В 1984 году посольство Эфиопии закрылось. Возобновило деятельность в 2006 году.
На сегодняшний день между двумя странами установлены дружественные и стабильные отношения, как в области политики, так и в области экономики. Многие министры правительства Эфиопии совершили официальные визиты в Турцию. Эфиопию с официальным визитом посетили заместитель министра иностранных дел и глава службы государственной безопасности.
В апреле 2006 года открылись прямые рейсы в Аддис-Абебу Turkish Airlines.
В декабре 2008 года Турция направила торговую делегацию в Эфиопию, которая встретилась с премьер-министром страны, министром торговли и промышленности и главой региона Оромия, а также посетили принадлежащую Турции текстильную фабрику в Эфиопии. Высокопоставленный чиновник министерства иностранных дел Эфиопии, присутствовавший на переговорах, выразил надежду на то, что Турция могла бы поделиться своим опытом и оказать содействие в восстановлении и расширении железнодорожной системы страны.

## Экономическое сотрудничество
| Год  | Экспорт Турции | Экспорт Эфиопии | Объём |
| ---- | -------------- | --------------- | ----- |
| 2019 | 378,3          | 27,5            | 398,8 |
| 2020 | 231            | 41              | 272   |

В Эфиопии действует около 200 турецких компаний. Объём инвестиций в Турцию составил 2 млрд долларов. Осуществлено 13 проектов. 

## В гуманитарной области
С 2005 года в Аддис-Абебе действует офис Турецкого агентства по сотрудничеству и координации. Посредством офиса реализуются проекты Турции в Эфиопии в гуманитарной сфере.

## В области культуры
На 2020 год 832 студента Эфиопии обучаются в университетах Турции по программам бакалавриата и аспирантуры.

## В области спорта
На международных соревнованиях Турцию представляют два эфиопских спортсмена, легкоатлетки Эльван Абейлегессе и Алемиту Бекеле.